# New Skool Media
New Skool Media was een Nederlandse multimediale uitgeverij van consumentenmedia, die haar doelgroep via tijdschriften, websites, evenementen en verwante e-commerceproducten bereikt. Na Sanoma Media, onderdeel van DPG, was New Skool Media qua omzet de tweede magazine-uitgever van Nederland. Bekende, marktleidende, titels zijn: Elsevier Weekblad, KIJK, Fiets, Truckstar en Knipmode.
New Skool Media werd medio 2014 opgericht door Rob Koghee en Cor Jan Willig nadat zij 19 merken van uitgeverij Sanoma Media hadden overgenomen, die deze na een interne reorganisatie in de verkoop had gedaan. Na goedkeuring door vakbonden, ondernemingsraden en licentiegevers was de deal rond. Alle betreffende medewerkers gingen mee.
In 2016 breidden Willig en Koghee de uitgeverij uit met de acquisitie van Elsevier (nu: Elsevier Weekblad), Beleggers Belangen en Columbus Travel. In 2018 verkocht de uitgeverij de titel Zeilen aan Gottmer, in 2019 startte een samenwerking tussen Moto73/Classic & Retro en Promotor, van uitgeverij P!te Media.
In 2019 verkocht New Skool Media de website beurs.nl aan de IEX Group en verwierf het de site naaipatronen.nl.
CEO van New Skool media was Erwin van Luit, CFO was Lars Duurinck.
Op 30 november 2021 verkocht RELX zoals afgesproken zijn minderheidsaandeel in ONE Business aan de twee aandeelhouders van New Skool Media.
In februari 2022 werd Roularta Media Group eigenaar  van New Skool Media. Op 1 november 2022 fuseerde New Skool Media gefuseerd met Roularta Media Nederland en kreeg het de naam Roularta Media Nederland.

## Merken
New Skool Media was uitgever (geweest) van de volgende titels:
Sport
- Zeilen
- Fiets
- Fiets Actief
- Procycling
- Pedala
- 1900 Magazine
- 90 minutes

Vrouwen
- Seasons
- Knipmode
- Knippie

Special interest
- Vorsten
- Zin
- Delicious.
- KIJK
- Know How
- 3Dprint Magazine
- Roots
- Nick & Simon Magazine
- Babygids

Vervoer
- Truckstar
- Motor
- MOTO73
- Motor.nl
- Formule 1
- Classic & Retro